# Peter Pacult
Peter Pacult [ˈpeːtɐ patsʊlt] (* 28. Oktober 1959 in Wien) ist ein ehemaliger österreichischer Fußballspieler und jetziger -trainer.

## Spielerkarriere
Stationen seiner Karriere waren der Floridsdorfer AC, Wiener Sport-Club (1981–1984), SK Rapid Wien (1984–1986), FC Swarovski Tirol (1986–1992), FC Stahl Linz (1992/93), TSV 1860 München (1993–1995) und FK Austria Wien (1995/96). Seine größten Erfolge waren die Meisterschaften 1989 und 1990 sowie die Cupsiege 1985 und 1989. 1991 wurde er gemeinsam mit Jean-Pierre Papin Torschützenkönig im Europapokal der Landesmeister (6 Tore). 1985 erreichte er außerdem das Finale des Europacups der Pokalsieger und stieg 1994 mit den Münchner Löwen ins deutsche Oberhaus auf. 1984 wurde er in Österreich zum Fußballer des Jahres gewählt.
Er absolvierte 24 Länderspiele für die österreichische Nationalmannschaft und erzielte dabei ein Tor.

## Trainerkarriere

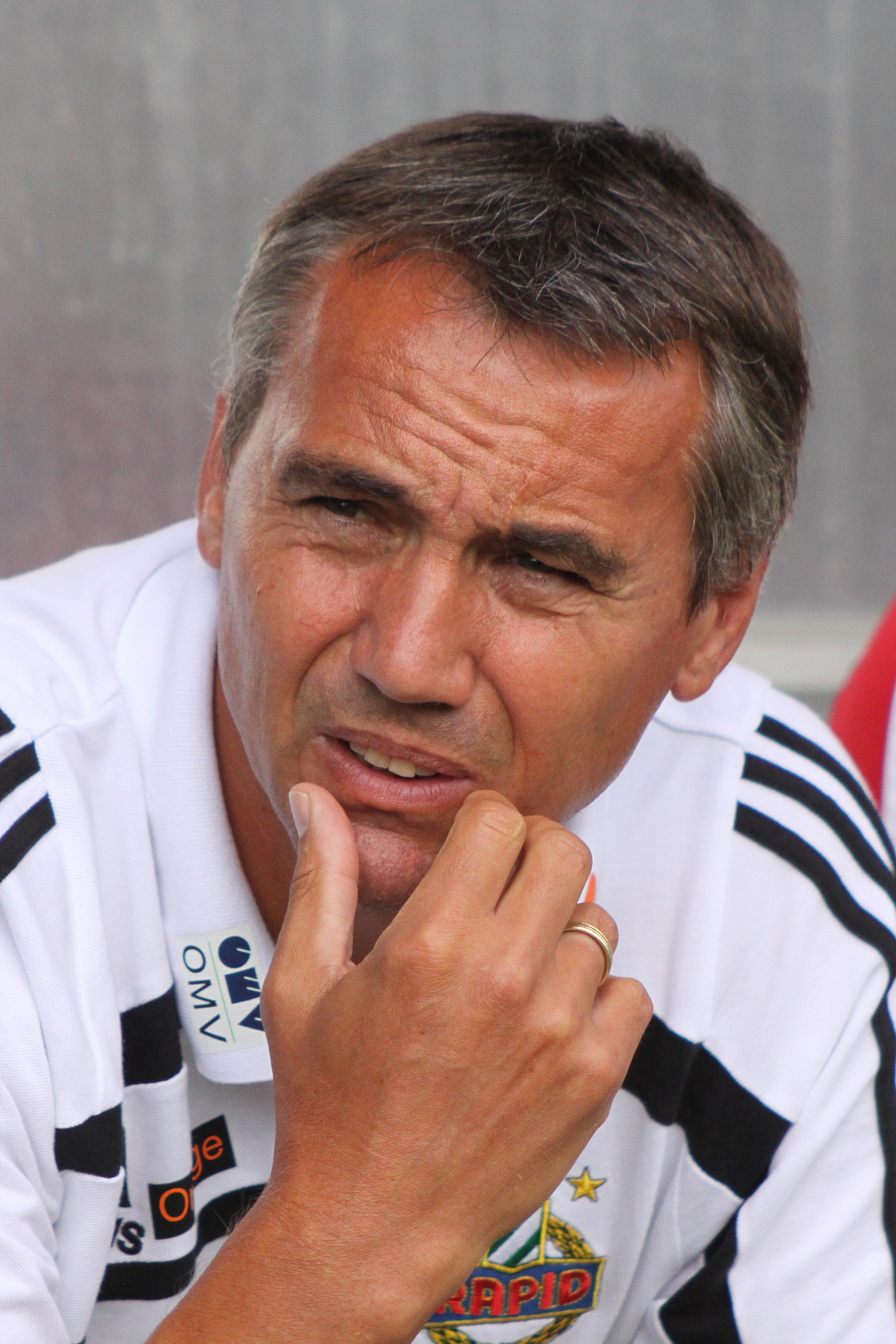
Peter Pacult, 2009

Nach Ende seiner aktiven Karriere wurde er Co-Trainer beim TSV 1860 München und trainierte gleichzeitig von 1996 bis 1998 und vom 1. April 2001 bis zum 30. Juni 2001 die Amateure der Löwen. Er war vom 18. Oktober 2001 bis 2003 als Nachfolger von Werner Lorant Cheftrainer beim gleichen Verein. Ab 2004 war er Trainer beim FC Kärnten. Die Zusammenarbeit endete zum 30. Juni 2005.
Am 19. Mai 2005 erzielte er in Münchens Allianz Arena bei der Generalprobe für die offizielle Eröffnung das erste Tor im Stadion.
Am 28. Dezember 2005 wurde er als Trainer beim Zweitligisten Dynamo Dresden verpflichtet. Am 14. Mai 2006 stieg er mit Dynamo Dresden in die Regionalliga ab. Nachdem er zunächst mit Dresden erfolgreich in die Regionalligasaison gestartet war, bat er im September 2006 um Auflösung seines Vertrages.
Pacult wurde aus seinem bis 2007 gültigen Vertrag bei Dynamo Dresden herausgekauft und betreute ab diesem Zeitpunkt die Kampfmannschaft von Rapid Wien. In Pacults erster Saison erreichte Rapid den vierten Platz, der den Einzug in den UI-Cup bedeutete. In der darauffolgenden Saison erreichte er über den UI-Cup das eigentliche Saisonziel: den UEFA-Cup. In der Saison 2007/08 gewann er mit Rapid auf nationaler Ebene die Meisterschaft, der 7:0-Auswärtssieg beim Vizemeister FC Red Bull Salzburg erregte auch international Aufsehen.
Im Europacup konnten hingegen vorerst keine Erfolge verbucht werden, die angestrebte Qualifikation für die Gruppenphase der Champions League oder des UEFA-Cups wurde verpasst. 2008/09 wurde Rapid Wien aber unter Peter Pacult hinter Red Bull Salzburg Vizemeister. Im Sommer 2009 überraschte Pacult, als er sein Trainerteam auswechselte. Leopold Rotter wurde anstelle von Zoran Barisic Co-Trainer und Manfred Kohlbacher löste Peter Zajicek als Tormann-Trainer ab.
In den Saisonen 2009/10 und 2010/11 schaffte er mit dem SK Rapid den Einzug in die Gruppenphase der UEFA Europa League. Dabei wurde zweimal der englische Club Aston Villa ausgeschaltet.
Nachdem Anfang April Gerüchte über eine künftige Zusammenarbeit zwischen Pacult und Red-Bull-Chef Dietrich Mateschitz sowie ein Gespräch mit Mateschitz bekannt wurden, löste die Vereinsführung des SK Rapid Wien am 11. April den Vertrag aufgrund „massiven Vertrauensbruchs“ mit sofortiger Wirkung auf. Pacult tauchte eine Zeitlang ab und verzichtete auf eine Pressekonferenz, um seine Sicht der Dinge darzustellen.
Zur Saison 2011/12 wurde Pacult neuer Cheftrainer bei RB Leipzig und somit Nachfolger von Tomas Oral. Er unterschrieb einen Zweijahresvertrag. Nachdem der Mannschaft unter Pacult der Aufstieg in die 3. Liga nicht gelang, geriet er im Umfeld in die Kritik. Anfang Juli 2012 löste RB Leipzig Pacult durch Alexander Zorniger ab, der zuvor Trainer der SG Sonnenhof Großaspach war.
Am 18. Dezember 2012 wurde bekannt, dass Pacult zukünftig erneut als Trainer bei Dynamo Dresden tätig sein wird. Damit wurde er einer von sechs Trainern von Dynamo Dresden mit mehreren Amtszeiten. Er unterschrieb einen Vertrag bis zum 30. Juni 2014, welcher jedoch nur Gültigkeit für die 2. Bundesliga besaß. Dresden belegte in der Abschlusstabelle der Saison 2012/13 den drittletzten Platz, setzte sich aber in der Relegation gegen den Drittplatzierten der 3. Liga VfL Osnabrück durch und schaffte damit den Klassenerhalt, wodurch sich Pacults Vertrag automatisch verlängerte. Nach misslungenem Saisonstart mit zwei Punkten aus den ersten vier Spielen und zwei Heimniederlagen innerhalb von neun Tagen wurde Pacult am 18. August 2013 von Dynamo Dresden beurlaubt.
Nach einer anderthalbjährigen Arbeitslosigkeit wurde Pacult am 22. April 2015 beim erst im Sommer 2014 aufgestiegenen Österreichischen Zweitligisten Floridsdorfer AC als Trainer verpflichtet. Gelang dem FAC unter Pacult während der Saison 2014/15 noch der Klassenerhalt, verbuchte der FAC in der neuen Saison 2015/16 eine Negativserie von zehn Niederlagen in Folge. Als am 23. September 2015 auch noch die Niederlage im ÖFB-Cup gegen den steirischen Landesligisten FC Lankowitz erfolgte – somit die elfte Niederlage in elf Pflichtspielen – zog Pacult die Konsequenzen und legte am 24. September 2015 sein Traineramt nieder.
Am 6. Oktober 2015 wurde Pacult neuer Trainer des slowenischen Vereins NK Zavrč, wurde jedoch bereits nach zwei Wochen entlassen.
Am 7. Jänner 2017 wurde bekannt, dass Pacult neuer Trainer des kroatischen Erstligisten Cibalia Vinkovci wird, diese Zusammenarbeit wurde nach fünf sieglosen Spielen in Folge im März 2017 beendet.
Am 13. Juni 2017 wurde bekannt, dass Pacult den Cheftrainerposten beim serbischen Erstligisten FK Radnički Niš übernommen hat. Schon Anfang September desselben Jahres wurde er dort allerdings wieder entlassen.
In der Folge heuerte er am 3. Januar 2018 beim albanischen Erstligisten FK Kukësi an. Am 13. Juli 2018 wurde er dort entlassen.
Am 8. März 2019 wurde Pacult Trainer beim montenegrinischen Fußball-Erstligisten OFK Titograd Podgorica. Am 14. Juni 2019 trennte man sich nach nur drei Monaten vom Wiener. Im Dezember 2020 wurde er Trainer des Zweitligisten SK Austria Klagenfurt. Unter seiner Führung gelang Klagenfurt direkt am Ende der Saison 2020/21 der erstmalige Aufstieg in die Bundesliga. In dieser etablierte sich die Kärntner Mannschaft schnell, dreimal in Folge gelang der Austria zwischen 2022 und 2024 der Sprung in die Meistergruppe, die man immer als Sechster beendete.
In der Saison 2024/25 verpasste Klagenfurt erstmals den Sprung in die Top 6 und rutschte in den Abstiegskampf. Im April 2025 wurde Pacult daraufhin entlassen, Klagenfurt lag zu jenem Zeitpunkt als Vorletzter einen halben Punkt vor dem Abstiegsplatz.

## Erfolge als Spieler
- 2 × Österreichischer Meister: 1989, 1990,
- 2 × Österreichischer Cupsieger: 1985, 1989

### Persönliche Auszeichnungen
- 1 × Österreichischer Torschützenkönig: 1989
- Torschützenkönig des Europapokals der Landesmeister: 1990/91
- 2024: 28. Bruno-Gala: Auszeichnung als Trainer der Saison[26]

## Kritik
Am 8. April 2012 soll Peter Pacult nach dem 2:1-Sieg des von ihm trainierten RB Leipzig gegen den FC St. Pauli II einen gegnerischen Fan mit „schwule Sau“ beschimpft haben, ein Bild-Redakteur bezeugte diese Ausfälligkeit. Daraufhin wurde Pacult vom Sportgericht des DFB wegen Unsportlichkeit zu einer Geldstrafe in Höhe von 800 Euro verurteilt.